# Бад-Нойштадт-ан-дер-Заале
Бад-Нойштадт (нім. Bad Neustadt) — місто в Німеччині, розташоване в землі Баварія. Підпорядковується адміністративному округу Нижня Франконія. Входить до складу району Рен-Грабфельд.
Площа — 36,79 км2. Населення становить 15 261 ос. (станом на 31 грудня 2020).